# مرکزیت
در نظریه گراف و نظریه شبکه، شاخص‌های مرکزیت رأس‌های مهم درون گراف را شناسایی می‌کنند. کاربردهای آن‌ها شامل شناسایی تأثیرگذارترین فرد در یک شبکه اجتماعی، گره‌های تأثیرگذار در اینترنت یا شبکه‌های شهری یا شیوع بیماری‌ها است.